# Гонсалес де Аосараса, Мигель
Мигель Гонсалес де Аосараса де Лейбар (исп. Miguel González de Aozaraza de Leibar, баск. Migel Gonzalez Aozaratzakoa Leibar; 1598, Оньяте, Страна Басков — 29 сентября 1637, Нагасаки) — священник-доминиканец, миссионер, мученик, святой Католической церкви.

## Биография
Родился в Триане недалеко от Оньяте 7 февраля 1958 года. В возрасте 17 лет в Витории вступил в Доминиканский орден и в течение нескольких лет жил в монастыре Санто-Томас в Мадриде.
В начале 1634 года было объявлено о том, что доминиканцы Манилы организуют экспедицию, чтобы помочь японским христианам. Группа добровольцев, среди которых был и Мигель Гонсалес де Аосараса, отправилась в Акапулько, а оттуда — в Манилу, куда прибыла 24 июня 1634 года. Мигель отправился в провинцию Батаан, где изучал тагальский и японский языки, а в 1636 году было решено направить его вместе с тремя другими священниками (Антонио Гонсалесом, Гийомом Курте и Висенте Шивозукой) и двумя мирянами (Лоренсо Руисом и Лазаро де Киото) в Японию.
Когда миссионеры на небольшой лодке прибыли на остров Окинава, их заключили в тюрьму за незаконное пересечение границы. 13 сентября 1637 года их доставили в Нагасаки. Во время суда миссионеры объявили, что приехали в Японию «спасать души». Когда подошла очередь Мигеля говорить, к нему подошёл священник-отступник и заговорил с ним на латыни, пытаясь убедить его отречься от веры, однако он ответил, что не желает этого делать. Когда судьи поняли, что не добьются отречения обещаниями и деньгами, они начали пытать заключённых. Мигель сравнил эти муки со страданиями Иисуса Христа. Когда он увидел, как с пальцев течёт кровь,то воскликнул: «О, какие прекрасные гвоздики, какие прекрасные розы проливаются ради Тебя, Боже, ради Твоей любви!»
Казнь миссионеров была назначена на 27 сентября 1637 года. На место казни Мигеля Гонсалеса де Аосарасу доставили верхом на лошади и с наполовину обритой головой. Поскольку он умирал медленно, 29 сентября один из палачей нанёс ему удар мечом. Его тело было сожжено, а пепел брошен в залив Нагасаки.

## Прославление
Мигель Гонсалес де Аосараса де Лейбар был беатифицирован 18 февраля 1981 года и канонизирован 18 октября 1987 года папой Иоанном Павлом II в группе 16 японских мучеников.
День памяти — 28 сентября.
Святому Мигелю Гонсалесу де Аосарасе посвящены церковь и ораторий в Оньяте. Также его именем названа частная средняя школа в том же городе.